# Duncan Lamont Clinch
Pour les articles homonymes, voir Clinch.
Duncan Lamont Clinch (6 avril 1787 – 27 novembre 1849) est un officier de la United States Army et homme politique américain. Il servit durant les première et seconde guerres séminoles puis fut élu au Congrès des États-Unis en tant que représentant de la Géorgie.

## Biographie
Duncan Lamont Clinch est né le 6 avril 1787 dans le comté d'Edgecombe en Caroline du Nord. Il s'engage dans la United States Army en 1808 au sein du 3e régiment d'infanterie avec le grade de premier lieutenant. Promu au grade de colonel en 1819, il prend alors la tête du 8e régiment d'infanterie et participe en 1816 à la première guerre séminole. Breveté brigadier général en 1829, il commande des troupes durant la seconde guerre séminole et participe notamment à la bataille de la Withlacoochee.
Clinch quitte l'armée en 1836 puis s'installe en Géorgie. Après la mort de John Millen (en), il sert brièvement à la Chambre des représentants des États-Unis de 1844 à 1845 pour le Parti whig.
Il meurt le 27 novembre 1849 à Macon en Géorgie et est enterré au cimetière de Bonaventure près de Savannah.